# Exosphaeroma yucatanum
Exosphaeroma yucatanum är en kräftdjursart som först beskrevs av Richardson 1901.  Exosphaeroma yucatanum ingår i släktet Exosphaeroma och familjen klotkräftor. Inga underarter finns listade i Catalogue of Life.